# 羅特貢德峰

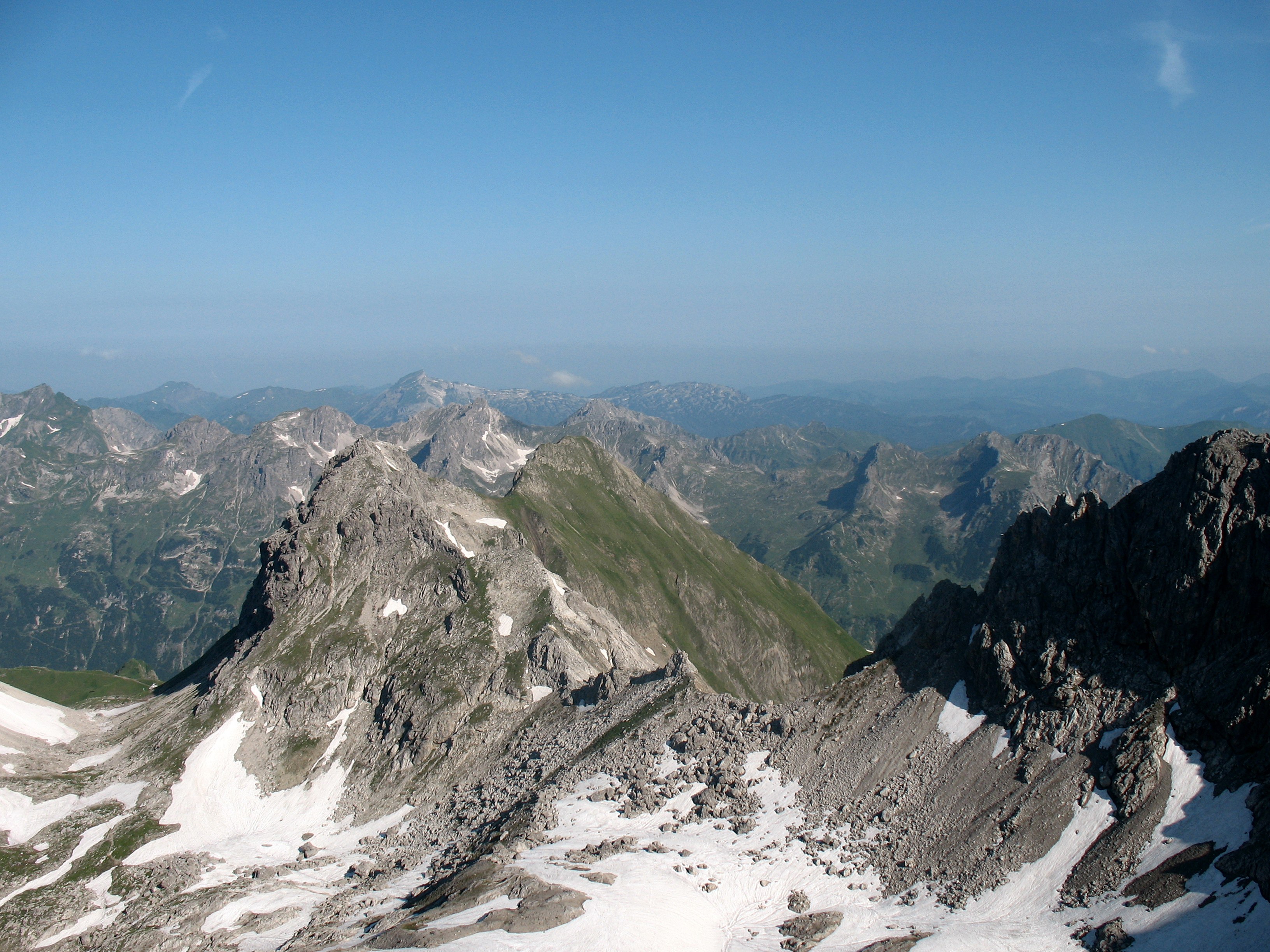

47°17′17″N 10°15′57″E / 47.28806°N 10.26583°E
羅特貢德峰（德語：Rotgundspitze），是中歐的山峰，位於德國和奧地利接壤的邊境，屬於阿爾高阿爾卑斯山脈的一部分，距離維德曼山0.7公里，海拔高度2,485米，每年平均降雨量1,730毫米。